# Diagonal (métro de Barcelone)
Diagonal est une station des lignes 3 et 5 du métro de Barcelone. Elle est située sous l'avenue Diagonale dans le district Eixample, à Barcelone en Catalogne.
Elle est également en correspondance avec la station Provença, desservie par les lignes 6 et 7 du métro, ainsi que les lignes S1 et S2 des Chemins de fer de la généralité de Catalogne (FGC).

## Situation sur le réseau
La station est située sous l'avenue Diagonale (Avinguda Diagonal), sur le territoire de la commune de Barcelone, dans le district d'Eixample.

## Histoire
La station est ouverte au public en 1924, lors de la mise en service de la ligne I du Grand métro de Barcelone, entre Catalunya et Lesseps.

## Services aux voyageurs

### Intermodalité
La station permet la correspondance entre les lignes 1 et 3 du métro de Barcelone et les trajets de la ligne Barcelone - Vallès des Chemins de fer de la généralité de Catalogne (FGC), notamment les lignes 6 et 7 du métro à la station Provença.

## À proximité
La station se trouve sous l'avenue Diagonale et le Passeig de Gràcia, à proximité immédiate de la Casa Milà et non loin du musée égyptien.